# Château de Mesnil-Voisin
Le château de Mesnil-Voysin est situé dans la commune française de Bouray-sur-Juine, dans l'ancienne province de Hurepoix, aujourd'hui le département de l'Essonne et la région Île-de-France, à trente-sept kilomètres au sud-ouest de Paris.
L'actuel château de Mesnil-Voysin est bâti en 1635-1636 sur les fondations d'un ancien édifice du Moyen Âge.

## Histoire

### Les origines
À la fin du XIIe siècle, le domaine aurait été la propriété d'un chevalier Gautier, « seigneur du Mesnil », et homme lige du roi Philippe Auguste.
Au XVe siècle, la propriété passe aux mains de la famille Karnazet, qui se le transmet sur plusieurs générations, jusqu'en 1455, quand Jean de Vaillant reprend les rênes du domaine. 
La chapelle du Mesnil est commanditée par Renée Sabathier, épouse de Guillaume Hérouard, secrétaire de la chambre du Roi, en 1611. Elle y est inhumée en 1616. 

### La construction de 1635-1636
Le château « vieux » est détruit, en 1633-1634, par François Jameau, maçon du village voisin de Lardy. Des travaux de reconstruction sont entrepris pour Pierre Hérouard, dès 1635, mais des soucis financiers l'obligent à revendre ses biens, dont le domaine en cours de travaux, à Claude Cornuel, conseiller du roi Louis XIII et intendant des finances. Les travaux sont terminés en 1636 par Michel Villedo (l'architecte qui construira Vaux-le-Vicomte, en 1657).
L'influence italienne apportée par la Renaissance et illustrée par les châteaux de la Loire s'atténuant, elle trouve à Mesnil-Voysin les éléments qui caractériseront le grand classicisme français, marqué par la simplicité majestueuse de son ordonnancement symétrique, proche d'un certain minimalisme cher à François Mansart.

### Depuis 1636
En mai 1652, le jeune Louis XIV séjourne au Mesnil-Voysin avec Mazarin, lors du siège d'Étampes pendant la Fronde. 
Sous son règne le Mesnil-Voysin est la demeure de Daniel Voysin de La Noiraye (1654-1717), secrétaire d'Etat à la guerre, puis chancelier de France. 
Le chancelier Voysin de La Noiraye donne son nom à la propriété, qui va rester dans sa descendance pendant plus de deux siècles. 
Sa fille Marie-Madeleine Voysin de La Noiraye lui succède au Mesnil. Elle épouse Charles Guillaume, marquis de Broglie, lieutenant général des armées du Roi (1669-1751).  
Charles Guillaume, marquis de Broglie (fils de Victor Maurice de Broglie, maréchal de France), fait construire, dans le parc, la tour de Pocancy. 
Le Mesnil-Voysin passe ensuite à sa fille Marie-Françoise de Broglie, mariée en 1732 avec Charles Joseph Robert, marquis de Lignerac, aussi lieutenant-général des armées du Roi, puis à leur fils Achille Joseph Robert, marquis de Lignerac, mort en 1783 et à sa fille Marie Josephe Vincente Robert de Lignerac (1764-1837), mariée avec François Pierre Olivier de Rougé, mort au Mesnil-Voysin en 1816.  

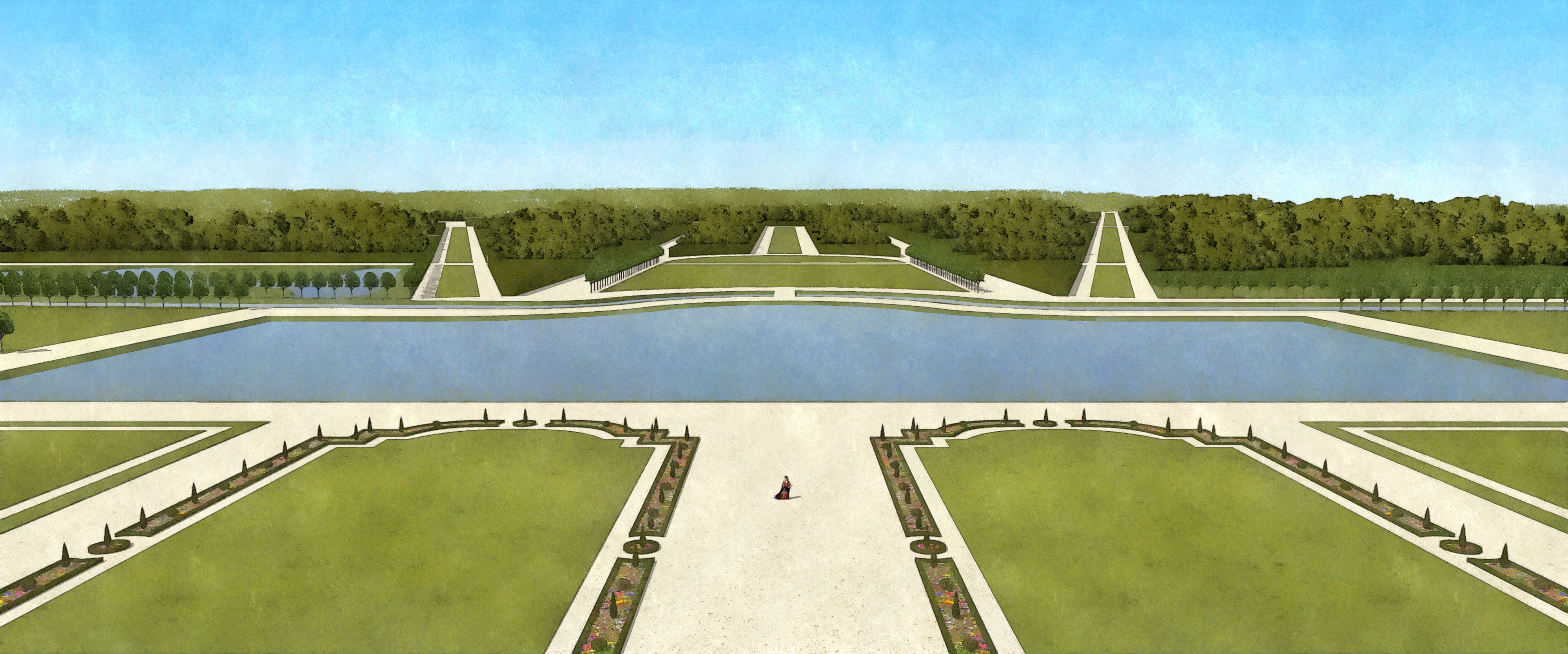
Restitution du jardin du château de Mesnil-Voisin, seconde moitié du XVIIIe siècle

Leur fille Catherine Innocente de Rougé (1780-1847) apporte à son époux, César René de Choiseul-Praslin (1779-1846), fils de Renaud César de Choiseul, duc de Praslin, le Mesnil-Voysin, qui passe après eux à leur fille Clotilde de Choiseul Praslin (1821-1885), mariée en 1847 avec le comte Jules de Polignac (1812-1856), fils de Melchior de Polignac, et à leur fille Calixte de Polignac (1848-1932), mariée en 1870 avec le marquis d'Argentré. 
Au début du XXe siècle, le domaine et le château sont loués au comte mexicain Subervielle, puis mis en vente en 1939. La société privée qui en fait l'acquisition prévoyait une restauration et une modernisation; elles sont stoppées par l'occupation des lieux par les troupes allemandes, puis américaines durant le conflit mondial. 
En 1954, la famille Mansillon acquiert les lieux, puis les vend en 1993 au baron Bertrand d'Estreux de Beaugrenier.
En 1993, une équipe de compagnons se lance dans un chantier de restauration des plus importants, pour retrouver l'esprit de cette demeure exceptionnelle, par son caractère complet, son environnement, son parc dessiné à la fin du XVIIe par André Le Nôtre et sa richesse hydraulique.
Le tracé du canal bordant l'arrière du château a été entièrement recreusé entre 1999 et 2001. Il a ainsi repris son tracé initial quittant la Juine un peu en amont du château pour y replonger en aval de celui-ci, juste avant le pont de Cochet.

### Protections
La procédure de classement s'est déroulée en trois phases :
1. L'ensemble des façades et toitures du château et des deux pavillons d'angle ainsi que celles des communs avec leur mur de clôture fait l’objet d’un classement au titre des monuments historiques depuis le 18 décembre 1980[5],
2. L'intérieur fait l'objet d'une inscription au titre des monuments historiques depuis le 12 octobre 1994[5],
3. Le petit parc fait l'objet d’un classement au titre des monuments historiques depuis le 6 novembre 1995[5].

## Situation
Situé en rive droite de la Juine, sur la commune de Bouray-sur-Juine, il est accessible par la route départementale RD17. 
Toutefois, il est plus proche du centre ville de Lardy, que de celui de Bouray-sur-Juine.
L'adresse du château est : 1, rue de Lardy, Bouray-sur-Juine.

## Architecture
Le château a été construit en 1635-1636 par le réputé maçon de la Creuse et architecte Michel Villedo.
Il possède de vastes communs. Au centre de la cour des communs, un immense pigeonnier coiffé d'une poivrière présente ses 3 500 boulins (nichoirs intérieurs), sa charpente et son dénichoir mobile. C'est un des rares à être préservé en l'état avec l'escalier mobile interne.
L'importance du chantier apparaît à travers ses 360 fenêtres à refaire.

## Galerie

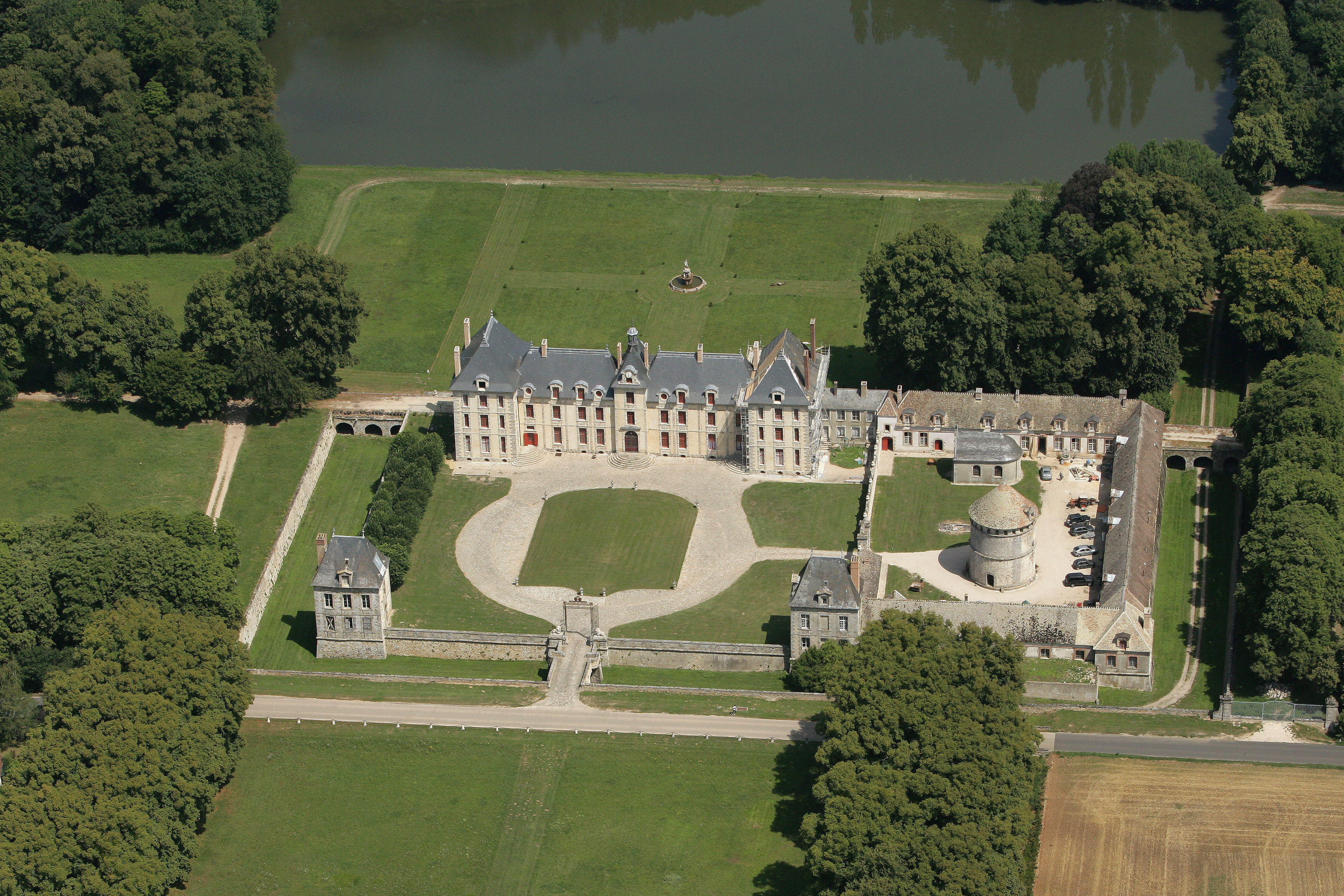
Vue aérienne du château

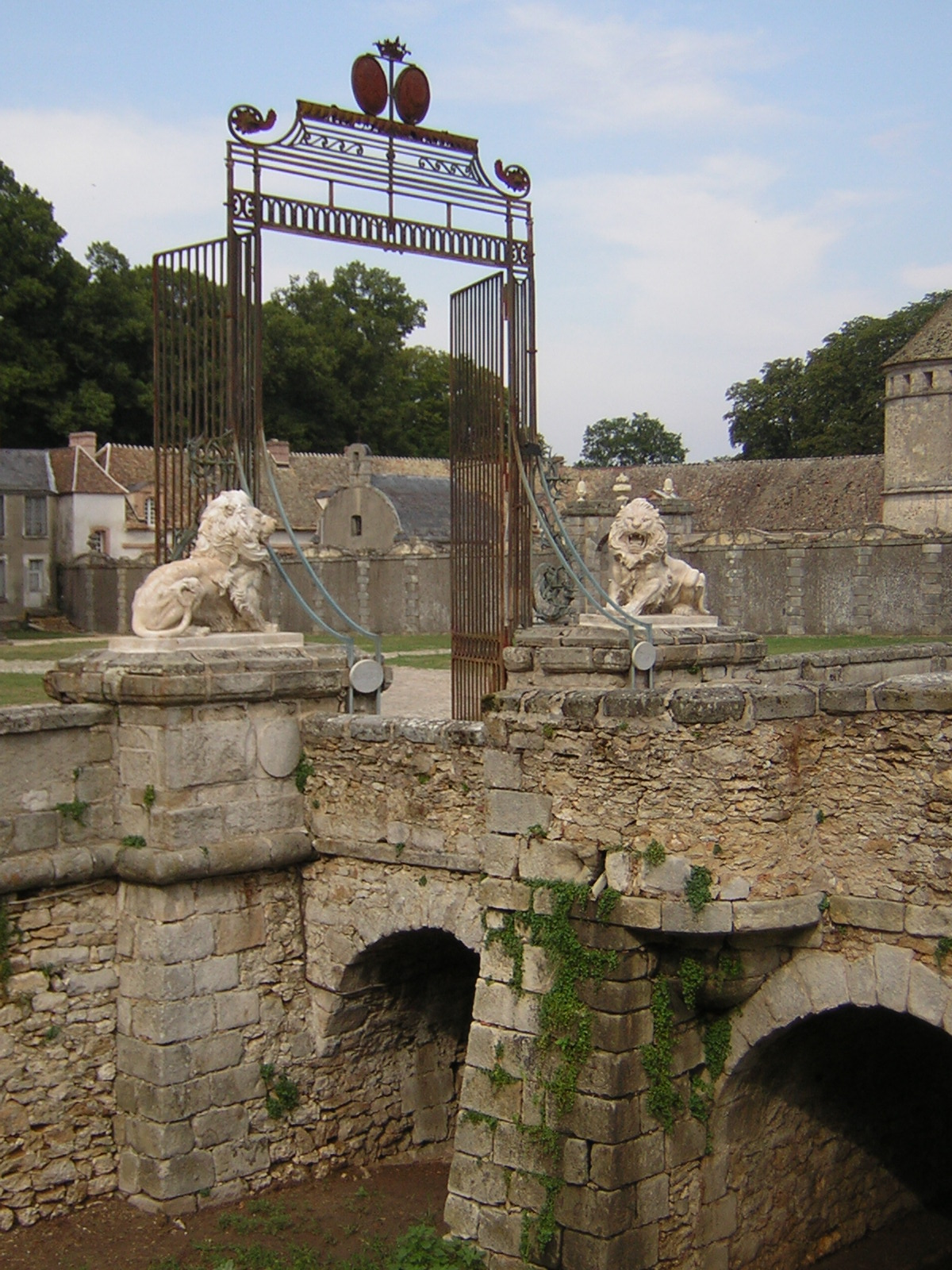
Le portail d'entrée du Château depuis l'extérieur.
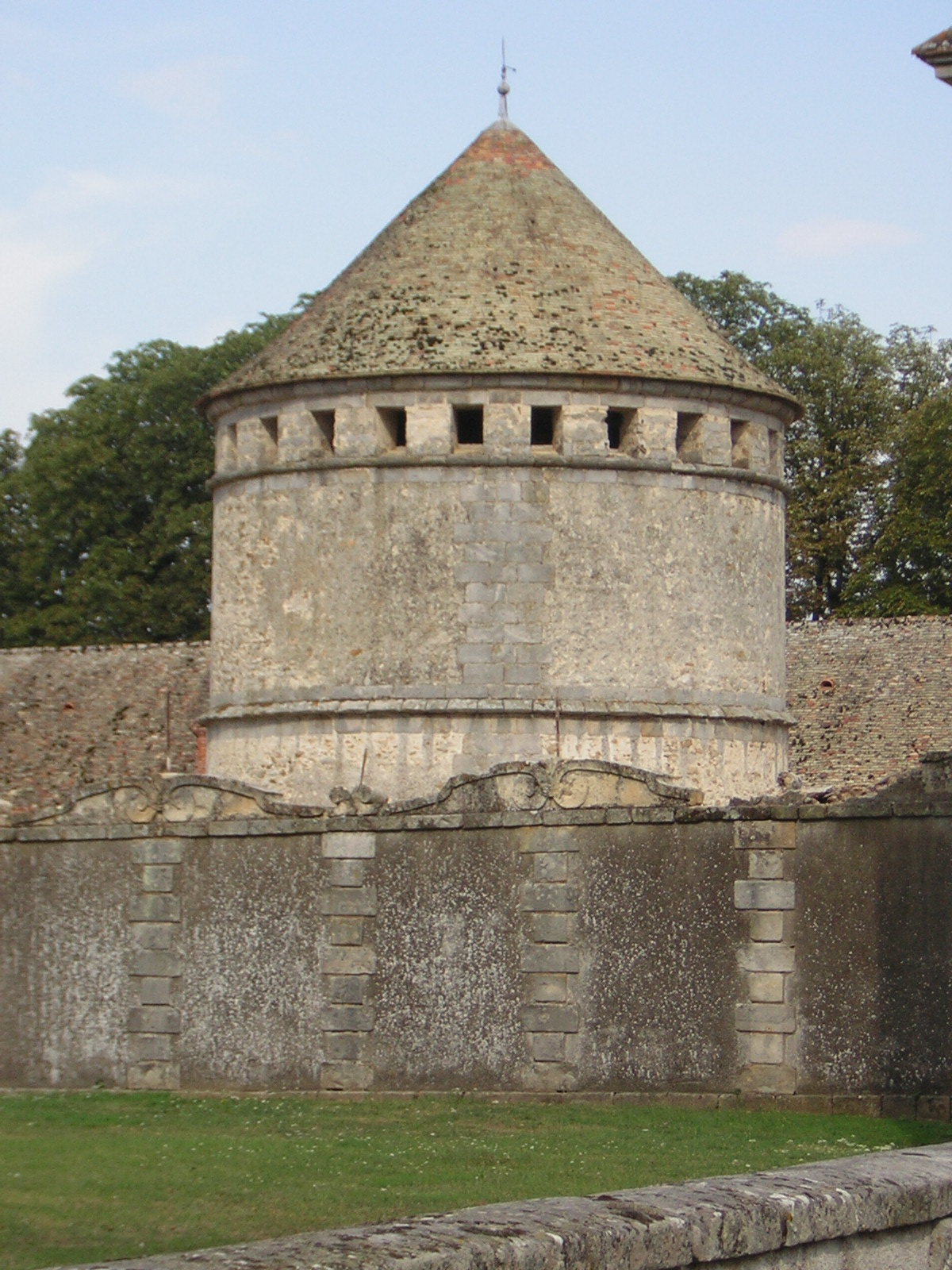
Le colombier  (le plus gros d’île de France)
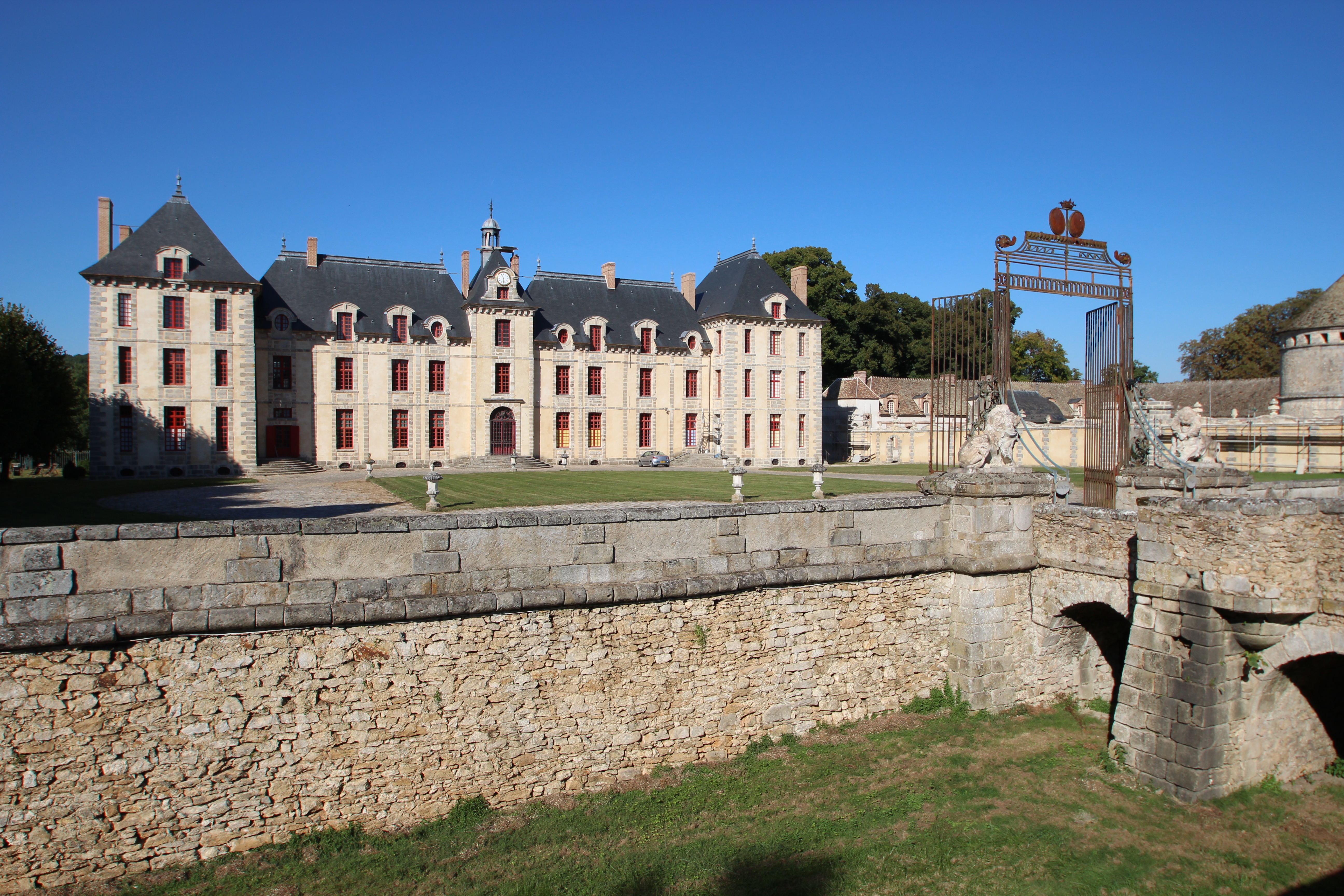
Le chateau de l'exterieur
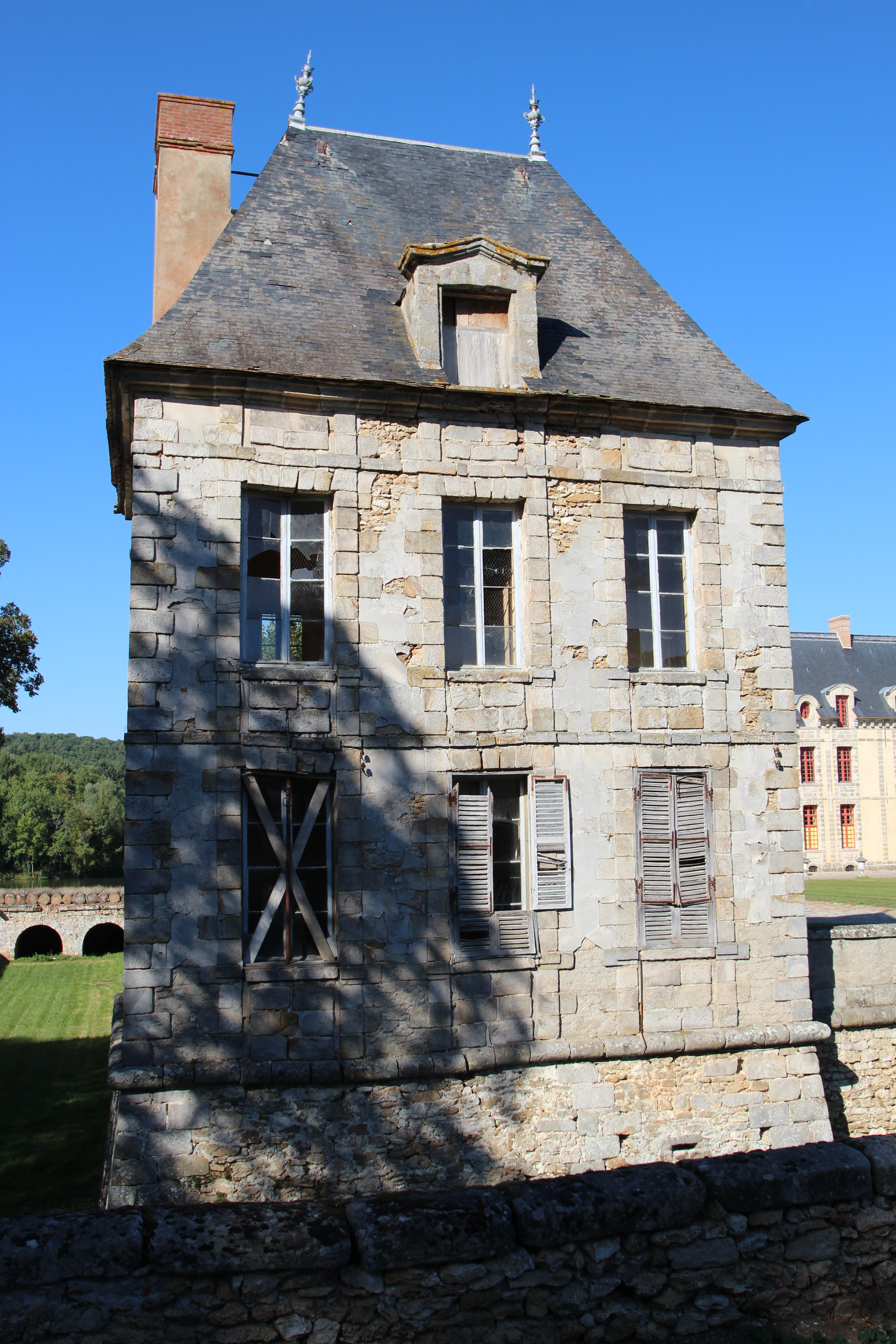
Pavillon gauche non rénové
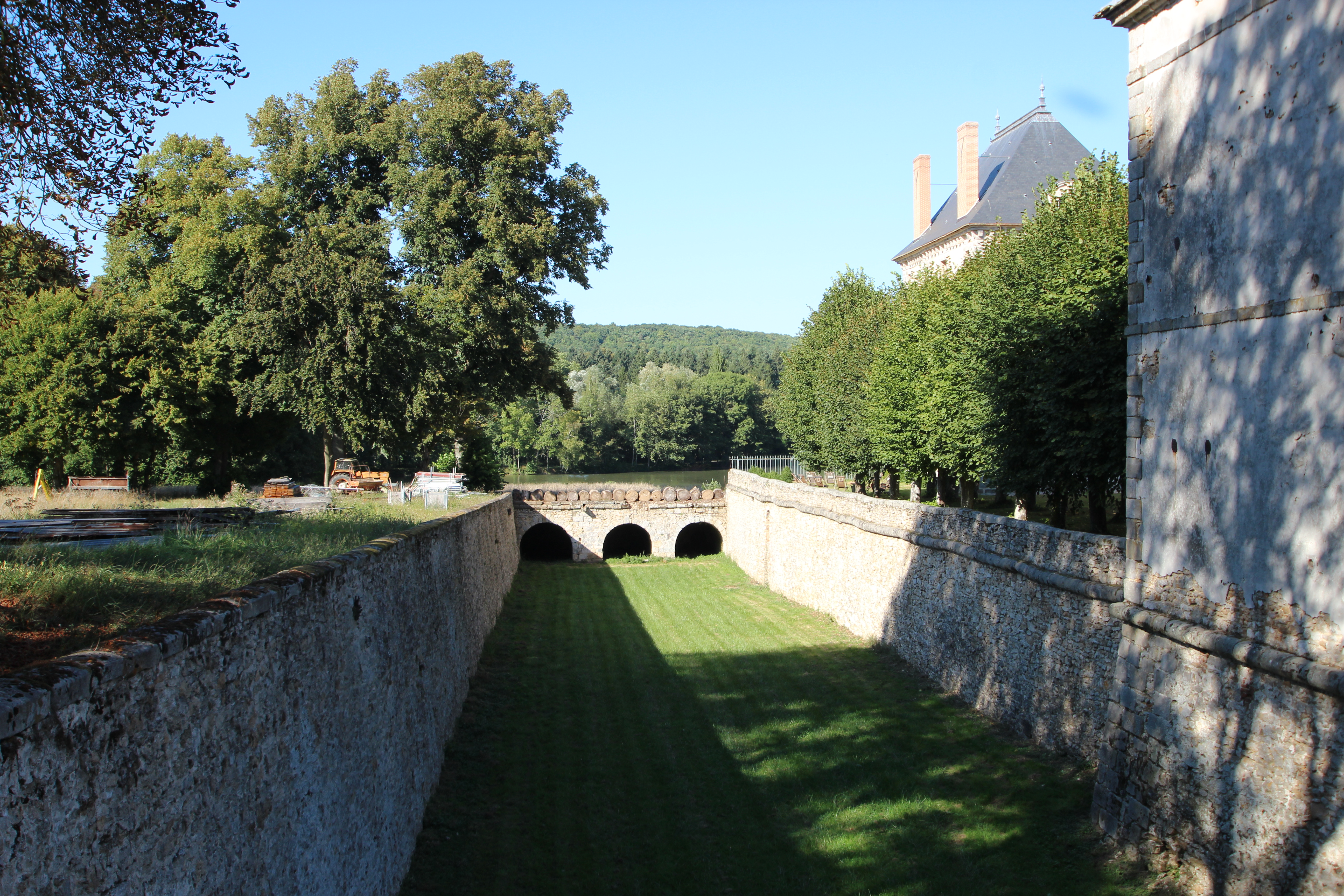
Les douves sèches
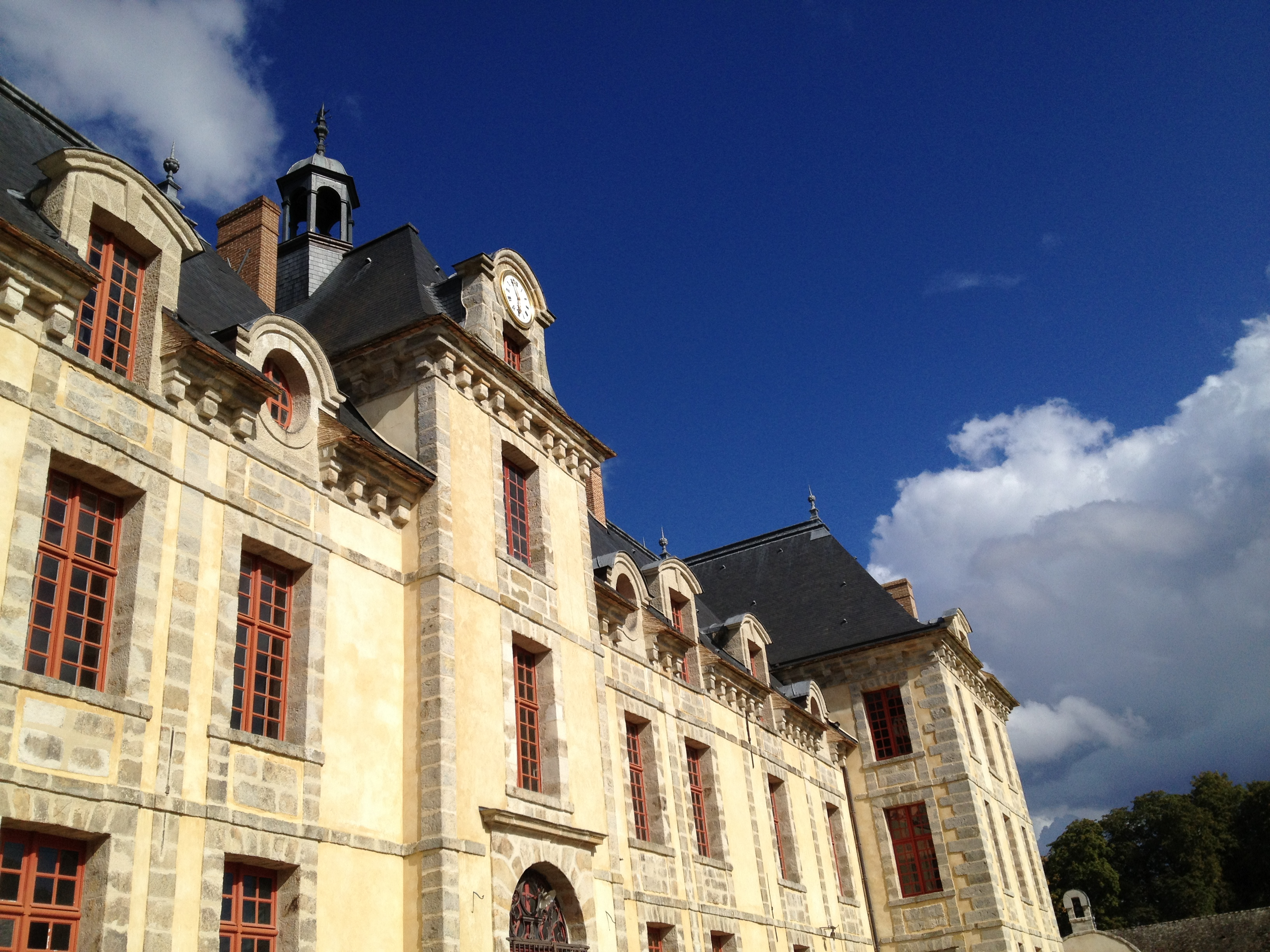
Façade du château

## Orthographe de Voisin
Voisin a repris son ancienne orthographe "Voysin"[Quand ?].